# Morton Selten

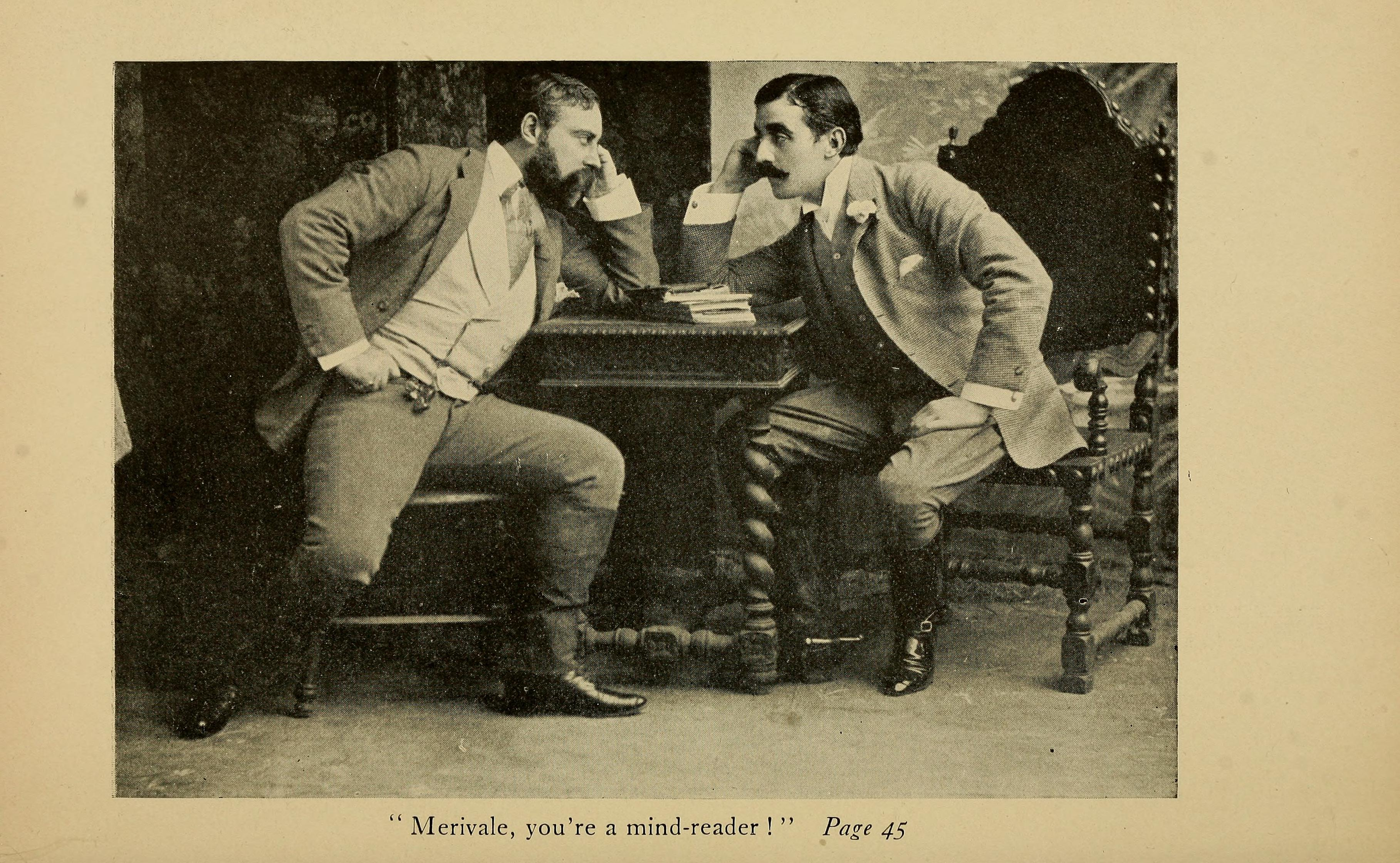
Morton Selten (rechts) mit E. H. Sothern im Stück Captain Letterblair (1906)

Morton Selten (* 6. Januar 1860 in Marlborough, Wiltshire als Morton Richard Stubbs; † 27. Juli 1939 in London) war ein britischer Bühnen- und Filmschauspieler.

## Leben und Karriere
Morton Selten wurde als Morton Richard Stubbs im Jahr 1860 geboren und galt offiziell als Sohn von Morton Stubbs. Nach hartnäckigen Gerüchten war Selten allerdings in Wahrheit der illegitime Sohn des damals 19-jährigen Prince of Wales, Eduard VII., der später König von Großbritannien wurde. Seltens Herkunft sei „ein offenes Geheimnis unter seinen Schauspielkollegen der 1930er gewesen“, auch Regisseur Michael Powell berichtete davon noch 1988 in einem Interview.
Seine lange und erfolgreiche Bühnenkarriere begann Morton Selten im Jahr 1878, er arbeitete sowohl in England als auch in den Vereinigten Staaten. Am New Yorker Broadway spielte er zwischen 1889 und 1918 in insgesamt fast 30 Theaterproduktionen, sowohl in Komödien als auch in Dramen. 1920 machte er sein Filmdebüt neben Nora Swinburne im britischen Stummfilm Branded. Bis zu seinem Tod trat er in insgesamt 25 Kinoproduktionen auf, wobei er oft humorvoll erscheinende Aristokraten spielte. Im Historienfilm Feuer über England (1937) übernahm er eine prägnante Rolle als Berater der Königin an der Seite von Flora Robson, Laurence Olivier und Vivien Leigh. Er galt Ende der 1930er-Jahre als wohl ältester Filmstar seines Landes. Seine letzte Rolle verkörperte Selten im Abenteuerklassiker Der Dieb von Bagdad als uralter, weiser König des Landes des Legenden. Er starb kurz nach dem Abfilmen seiner Szenen mit 79 Jahren, der Film feierte erst über ein Jahr nach seinem Tod Premiere.

## Filmografie
- 1920: Branded
- 1925: Somebody’s Darling
- 1931: The Shadow Between
- 1932: Service for Ladies
- 1932: Wedding Rehearsal
- 1933: Falling for You
- 1933: The Love Wager
- 1934: How’s Chances?
- 1935: Ten Minute Alibi
- 1935: Annie, Leave the Room!
- 1935: Moscow Nights
- 1935: Dark World
- 1935: Ein Gespenst geht nach Amerika (The Ghost Goes West)
- 1935: Once in a New Moon
- 1935: His Majesty and Co
- 1936: In the Soup
- 1936: Two’s Company
- 1936: Juggernaut
- 1937: Feuer über England (Fire Over England)
- 1937: Action for Slander
- 1938: Besuch zur Nacht (The Divorce of Lady X)
- 1938: Der Lausbub aus Amerika (A Yank at Oxford)
- 1939: Shipyard Sally
- 1939: Young Man’s Fancy
- 1940: Der Dieb von Bagdad (The Thief of Bagdad)